# Twifo Praso

Twifo Praso är en ort i södra Ghana, belägen vid Prafloden. Den är huvudort för distriktet Twifo Atti-Morkwa, och folkmängden uppgick till 14 651 invånare vid folkräkningen 2010.